# Anbara Salam Khalidi
Anbara Salam Khalidi (Beirut, 4 agosto 1897 – Beirut, 1986) è stata una traduttrice, scrittrice e attivista libanese e una delle prime femministe arabe.

## Infanzia e giovinezza
Anbara Salam Khalidi nasce a Beirut il 4 agosto 1897 da un'eminente famiglia sunnita. Il padre, Salim Ali Salam, è un ricco mercante, deputato del parlamento ottomano, presidente della municipalità di Beirut, noto per la sua moderazione, l'amicizia con i leader religiosi di altre fedi, e il suo appoggio alla modernizzazione del paese. La madre, proveniente da una famiglia colta, ama la lettura di libri di storia araba, religione e letteratura: come corredo matrimoniale reca con sé nella nuova casa alcuni dei classici arabi. Uno degli undici fratelli di Anbara, Saeb Salam, è stato per sei volte primo ministro libanese; altri due hanno svolto il servizio di ministro in vari governi, tra il 1952 e il 1973. La sorella più giovane, Rasha, ha dedicato gran parte della sua vita alla lotta palestinese.
Khalidi riceve un'educazione moderna, agli antipodi di quella tradizionale riservata alle sue coetanee; frequenta il collegio anglicano siriano a Ras Beirut, la Maqasid School, una delle poche scuole che assicuravano un'educazione completa alle ragazze. Terminata la scuola, il padre affida le sue tre figlie a degli insegnanti privati di arabo, francese e scienze. Fra questi vi è Sheikh Abdallah al-Bustani, il più famoso lessicografo e grammatico arabo del tempo, ma anche un insegnante cattolico di francese, potenziale oggetto di polemiche nella comunità, a causa della sua appartenenza confessionale.
Nel 1912 Anbara visita il Cairo, e viene a contatto con la cultura egiziana e con uno stile di vita e una mentalità molto diversi da quelli libanesi. Durante il suo primo viaggio in Egitto è colpita dalla modernità del paese, specie a livello urbanistico e architettonico. La sorprende il caos cittadino, le automobili, la presenza di cinema e teatri con speciali posti riservati alle donne. Anbara ha modo di conoscere la situazione di maggiore emancipazione vissuta dalle donne egiziane, che godevano di un migliore status familiare, sociale e politico, e matura l'impegno di intervenire per migliorare la condizione delle donne nel suo paese.
All'età di 14 anni, sostenuta dal padre e dal fratello, scrive articoli per giornali nazionalisti, invitando le donne a partecipare alla lotta di liberazione dal dominio ottomano.
Khalidi mette in pratica le sue idee controcorrente anche rifiutando di accettare un matrimonio combinato, e insistendo nel selezionare il proprio marito e nel conoscerlo prima di fidanzarsi

## Maturità
Per circa quattro secoli, fino alla fine della prima guerra mondiale, il Libano e i territori mediorientali vivono sotto il dominio dell'Impero ottomano. Dopo il suo crollo, il Libano viene assegnato come protettorato alla Francia. In questo periodo Anbara Salam continua a battersi per i diritti delle donne, sia attraverso la stampa che nelle riunioni pubbliche.
Dal 1925 al 1927 studia in Inghilterra, dove ha modo di conoscere più da vicino gli usi e costumi occidentali.
Nel 1928, mentre tiene un discorso pubblico all'università americana di Beirut, Anbara provoca uno scandalo togliendosi intenzionalmente il velo. È un gesto che trae ispirazione da una famosa attivista e femminista di quel periodo, Hoda Sha'rawi, che nel 1923 compì per prima questo atto clamoroso nella stazione ferroviaria del Cairo. Le reazioni all'iniziativa di Anbara sono opposte: molti la sostengono, ma una parte dell'opinione pubblica reagisce con ostilità, specie con minacce e insulti nei confronti delle donne che la imitano, inducendola per un periodo a ritirarsi dalla vita pubblica.

### Il periodo in Palestina e il ritorno in Libano
Nel 1929 sposa il palestinese Ahmad Samih Al-Khalidi, direttore del Collegio Arabo di Gerusalemme e vicedirettore dell'educazione nell'amministrazione britannica della Palestina,  e si trasferisce con lui a Gerusalemme. I due collaborano nella produzione di racconti sulla Palestina araba medievale e di testi riguardanti le moderne teorie dell'educazione.
Negli anni quaranta Anbara completa le sue traduzioni in arabo dell'Iliade e dell'Odissea di Omero, e dell'Eneide di Virgilio, poi pubblicate al Cairo e a Gerusalemme. Diventeranno dei best seller, e sono ancora utilizzate nelle università di molti paesi arabi.
Nel 1948, con il ritiro britannico dalla Palestina e la proclamazione dello Stato d'Israele, scoppia la guerra tra ebrei e arabi. Circa metà della popolazione araba palestinese viene espulsa o abbandona i propri territori, protagonista di quel grande esodo conosciuto dagli arabi con il termine di Nakba. Anbara e la sua famiglia sono costretti a trasferirsi in Libano, dove nel 1951 il marito della scrittrice muore prematuramente, all'età di 55 anni.
Anbara non viene risparmiata dalla guerra civile che funesterà il suo paese a partire dal 1975. Non riuscirà a vederne però la fine: muore nel maggio del 1986.
Tutta la sua vita è raccolta e raccontata in un diario, pubblicato nel 1978, al culmine della guerra, quando è ancora in vita. Nel 2013 il figlio Tarif traduce in inglese l'originale (Jawalah fil Dhikrayat Baynah Lubnan Wa Filastin, Un viaggio delle memorie del Libano e della Palestina), con il titolo Memoirs of an early Arab feminist : the life and activism of Anbara Salam Khalidi .
Queste memorie non consentono solo di far luce sulla vita personale della scrittrice, ma rappresentano anche un'importante risorsa per lo studio del contesto libanese e palestinese e dei principali eventi storici testimoniati dalla scrittrice: la guerra italo-turca del 1911-12 con il suo bombardamento di Beirut; la persecuzione dei riformatori arabi, incluso il padre; la prima guerra mondiale, con il suo carico di morte e di stenti per la popolazione civile; lo sconvolgimento causato dalla Dichiarazione di Balfour del 1917, che offriva il sostegno britannico a una patria ebraica in Palestina, il crollo del dominio ottomano, l'occupazione francese, la migrazione degli ebrei europei in Palestina, la Nakba e l'inizio della guerra civile in Libano.